# Alessandro Rhodin
Bartolomeo "Meo" Alessandro (Alexandro) Lamberto Rhodin, född 16 april 1897 i Stockholm, död där 2 juni 1971, var en svensk målare.
Han var äldste sonen till cirkuslegenden Brazil Jack från dennes första äktenskap med Charlotta Hellman, han var gift första gången med Vera Maria Karina Clarrez, och från 1936 med Florence Atterling. Det italienskt klingande namnet fick han under Brazil Jacks italienska period. Familjen bodde också på Glasbruksgatan där en stor koloni av italienska hantverkare bosatt sig. Alessandro fick åtta syskon varav ett dog i späd ålder, alla med namn från sin fars olika geografiska perioder. Alessandro uppträdde i cirkusmanegen som barn, bland annat med avancerade ridkonster och som 5-åring som "Vidunderbarnet" och sägs då ha talat sju språk.
Alessandro avstod sedermera cirkuslivet till förmån för en konstnärskarriär. Alessandro bosatte sig på Södermalm i Stockholm och ingick i sammanhang med 30-, 40- och 50-talets mer kända Stockholmsprofiler.
Rhodin är som konstnär autodidakt, han studerade under resor till Norge Tyskland, Italien, Spanien och norra Afrika. Han har tillsammans med sin fru haft ett flertal separatutställningar. Tillsammans med Birger Lindberg ställde han ut i Örebro 1944 och han medverkade i Sveriges allmänna konstförenings höstutställningar i Stockholm.
Hans konst består av stilleben, fiurtavlor, gatumotiv från Marocko, landskapsmålningar från Lappland och Lofoten utförda i gouache, olja eller pastell.
Under en period på 1950-talet drev han en målarskola i Kramfors. Rhodin är begravd på Skogskyrkogården i Stockholm.